# U-Bahnhof Stazione FS (Brescia)
Der Bahnhof Stazione FS (wörtlich übersetzt: „Bahnhof Ferrovie dello Stato“) ist ein Tunnelbahnhof der U-Bahn Brescia. Er befindet sich neben dem Fern- und Regionalbahnhof.

## Geschichte
Der Bahnhof Stazione FS wurde im Rahmen der Eröffnung der U-Bahn in Brescia am 2. März 2013 in Betrieb genommen.

## Anbindung
| Linie | Verlauf |
| ----- | --- |
|       | Prealpino – Casazza – Mompiano – Europa – Ospedale – Marconi – San Faustino – Vittoria – Stazione FS – Bresciadue – Lamarmora – Volta – Poliambulanza – San Polo Parco – San Polo – Sanpolino – Sant’Eufemia-Buffalora |